# John McClelland
John McClelland (Belfast, 1955. december 7.  – ) északír válogatott labdarúgó.

## Pályafutása

### Klubcsapatban
Belfastban született. Pályafutását 1973-ban a Portadownban csapatában kezdte, majd 1974-ben a Cardiff Cityben folytatta. 1975-ben a Bangor szerződtette, ahol három évet töltött. 1978-tól 1981-ig a Mansfield Town csapatában játszott. 1981 és 1985 között a Rangers játékosa volt és két alkalommal (1982, 1984) nyerte meg a ligakupát. 1984 és 1989 között a Watfordot erősítette. Az 1989–90-es szezonban három mérkőzésen lépett pályára a Leeds United színeiben, de 1990-ben kölcsönben szerepelt a Watfordnál. 1990 és 1992 között ismét a Leeds United játékosa volt, de az 1991–92-es idényben a Notts County-hoz került kölcsönbe. Később játszott még a St. Johnstone (1992–93), a Carrick Rangers (1993–94), a Yeovil Town (1994–96) és a Darlington (1996–97) csapatánál. 

### A válogatottban
1980 és 1990 között 53 alkalommal szerepelt az északír válogatottban és 1 gólt szerzett. Részt vett az 1982-es világbajnokságon, ahol minden mérkőzésen a kezdőben kapott helyet. Az 1986-os világbajnokságon is a keret tagja volt, de nem lépett pályára egyetlen csoportmérkőzésen sem.

## Sikerei, díjai
Rangers FC
- Skót ligakupagyőztes (2): 1981–82, 1983–84